# Wackersberg
Wackersberg est un village de Bavière (Allemagne), située dans l'arrondissement de Bad Tölz-Wolfratshausen, dans le district de Haute-Bavière.
Ce village est jumelé avec la commune d'Yffiniac, en Bretagne (Côtes d'Armor - 22).